# 日本空手道糸洲会
日本空手道糸洲会（にほんからてどう いとすかい）は、日本の空手道団体の一つ。

## 概要
摩文仁賢和師の高弟であり、糸洲派四世を継承した坂上隆祥師によって設立された。
現在は、坂上隆祥師の長男である坂上節明師が会長を務める。

## 大会
毎年夏に、東京、大阪、広島と廻りながら、全国選手権大会を開催。

## 国際団体
日本空手道糸洲会の国際団体としては、糸洲流空手道国際連盟（IKIF）が存在し、世界20カ国以上に本部、支部を置く。
以前は国際親善大会と称して、不定期に大会を開いていたが、2005年にアメリカ、ロスアンゼルスで行われた大会を契機に、糸洲流世界空手道選手権大会と改称し、4年に一度世界大会を開いている。

## 関係団体
- 全日本空手道連盟
- 日本空手道連合会
- 日本古武道協会